# عبد الإله رؤوف
عبد الإله رؤوف عبد العزيز الجلبي (1940 محافظة نينوي –) هو أديب عراقي تخصص في أدب الأطفال، وصدرت له عشرات المؤلفات فضلاً، إضافة إلى كونه كاتبًا لأكثر من سبع وثلاثين عامًا في مجلة (مجلتي) العراقية للأطفال، له أسلوب فكاهي خاص وشخصية معروفة (جحا) ضمَّنها في سيناريوهاته ومغامراته الكثيرة.

## سيرته
ولد عبد الإله رؤوف في محافظة نينوى (الموصل) في شمال العراق عام 1940، وحصل على بكالوريوس آداب- قسم التاريخ- جامعة بغداد عام 1964.
في عام 1962، عمل كمحرر تحقيقات صحفية في جريدة الشعب اليومية، وساهم في كتابة عدد من المقالات في جريدة فتى العراق الموصلية. وفي عام 1966، تم إيفاده إلى المملكة العربية السعودية للعمل في سلك التدريس وكمشرف اجتماعي. كما ساهم في إعداد بعض البرامج الإذاعية في إذاعة الرياض.
وفي عام 1969، عاد إلى العراق وساهم في إنشاء أول مجلة للأطفال في العراق وهي مجلة (مجلتي). كما ساهم في إصدار أول مجلة للفتيان في العراق وهي مجلة المزمار، وتولى منصب مدير التحرير في كلتا المجلتين لفترات متفاوتة من الزمن.
وفي عام 1979، تم إيفاده إلى مدينة نيويورك الأمريكية للمشاركة في دورة نظمتها اليونيسكو حول موضوع «توظيف التراث والموروث الشعبي في أدب الأطفال». وفي عام 1981، أصبح سكرتيرًا لتحرير ملحق (علم وتكنولوجيا)، وهو أول ملحق علمي تصدره دار ثقافة الأطفال ضمن مطبوعاتها الأسبوعية والدورية.

## الإنجازات
1. إصدار 25 مطبوعاً للطفل آخرها مسرحية «الصبي والظل» صدرت كلها عن دار ثقافة الأطفال في العراق وصدر بعضها الآخر في لبنان والسعودية.
2. إصدار رواية للكبار بعنوان «النوارس تحلق عالياً» وكذلك إصدار عدد من الكتب الخاصة بالبالغين صدرت عن عدد من دور النشر الأهلية في العراق.
3. كتب أول مسرحية للدمى عرضت في تلفزيون بغداد وعنوانها «الخراف لا تعرف الثلج».
4. ساهم في العديد من البرامج الأذاعية الموجهة للأطفال من خلال إذاعة بغداد وصوت الجماهير.
5. كتب عدد من المسلسلات الإذاعية الموجهة للكبار.
6. شارك في كتابة عدد من فقرات البرنامج التلفزيوني الشهير «أفتح يا سمسم».
7. ابتكر شخصية (شحيح) البخيل في مجلة المزمار كما أبتكرت شخصية (أشرس) في مجلة حاتم الأردنية.
8. كتب الشعر للأطفال وله قصيدتين منشورتين في مجلة مجلتي وفي كتاب مختارات شعرية عن إصدارات دار ثقافة الأطفال.
9. كتب العديد من المواضيع والمقالات في مجلة العصفور وهي مجلة متخصصة للعاملين في أدب الطفل.
10. تميز بأسلوبه الفكاهي في الكتابة للطفل وله العديد من السيناريوهات الفكاهية التي نشرت في مجلة المزمار ومجلة مجلتي.
11. خصصت وزارة الثقافة العراقية جائزة سنوية بأسمه لكتاب السيناريو في العراق والوطن العربي.

## الجوائز
- حائز على جائزة الابداع في أدب الطفولة مرتين، المرة الأولى عام 1997 والمرة الثانية عام 2000.

## وصلات خارجية
- عبد الإله رؤوف في ذمة الخلود